# Virgilus normalis
Virgilus normalis là một loài nhện trong họ Amaurobiidae. Chúng được miêu tả năm 1967 bởi Roth, và chỉ được tìm thấy ở Ecuador.